# Tjärbeljan

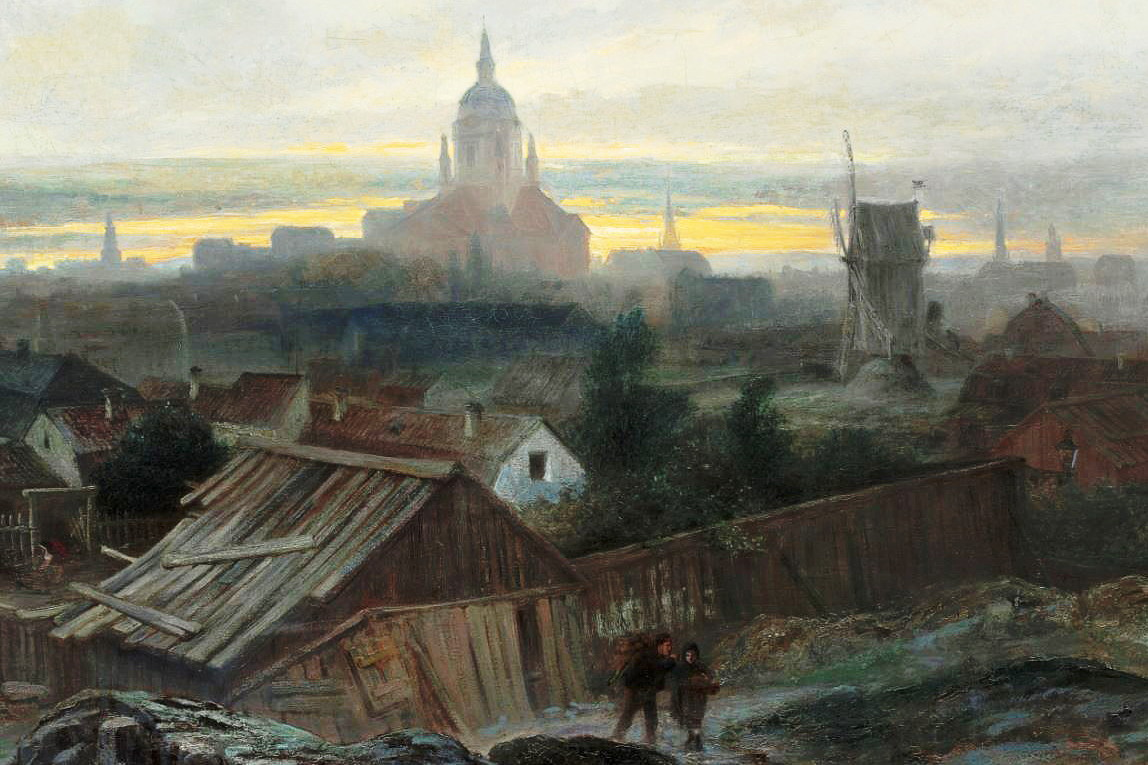
Utsikt från Vita bergen med Tjärbeljan till höger, Fritz Ahlgrensson, 1873.

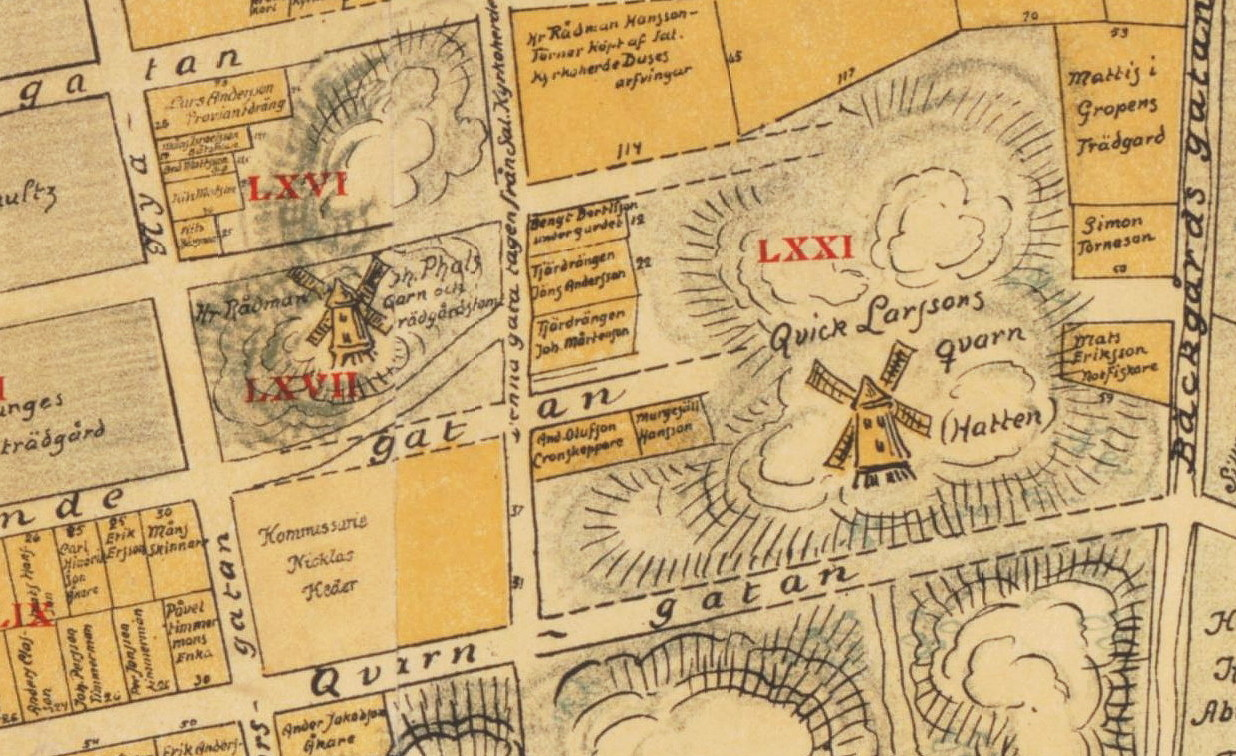
Tjärbeljan (t.v.) och Hatten 1674.

Tjärbeljan (även Tjärbaljan) var en väderkvarn från 1600-talet som låg på nordöstra Södermalm i Stockholm.  Kvarnen försvann omkring 1885.

## Historik
I de bergiga trakterna på nordöstra Södermalm fanns flera väderkvarnar, bland dem några med ovanliga namn som Tjärbeljan, Kråkvilan och Hatten. Tjärbeljan var en stolpkvarn, där hela kvarnhuset kunde vridas i önskad vindriktning.  Den stod i kvarteret Pahl vid nuvarande Bondegatan, mellan Vita bergen och Åsögatan. Namnet har troligen samband med tillverkningen av tjära som fanns i närheten (se Tjärhovsgatan). År 1674 upptas den i Holms tomtbok som ”Her Rådman Johan Pahls Quarn och Trägårds Tomt”. Pahl (1638–1677) var handlare, och blev extra ordinarie rådman 1669. Han namngav även själva kvarteret Pahl.
På Petrus Tillaeus karta från 1733 upptas kvarnen som ”Tiärbeljan” (litt. bb).  Även på Heinrich Neuhaus’ Stockholmspanorama från 1870-talet är kvarnen redovisad. Tack vare konstnären och arkitekten Albert Theodor Gellerstedt intresse för Stockholms väderkvarnar vet vi idag hur Tjärbeljan såg ut. Den 12 april 1885 avbildade han kvarnen på en akvarell. Kort därefter försvann den, förmodligen brann den ner. Även målaren Fritz Ahlgrensson avbildade kvarnen på sin "Utsikt från Vita Bergen i riktning mot Katarina kyrka" (1873).